# Hahi-Tali
Hahi-Tali (Hahitali) ist eine osttimoresische Aldeia im Suco Manetú (Verwaltungsamt Maubisse, Gemeinde Ainaro). 2015 lebten in der Aldeia 131 Menschen.

## Geographie und Einrichtungen
Hahi-Tali liegt im Nordwesten des Sucos Manetú. Südlich befindet sich die Aldeia Lebo-Luli, südöstlich die Aldeia Mau-Lai und östlich die Aldeia Russulau. Im Norden grenzt Hahi-Tali an die Sucos Manelobas und Maulau und im Westen an den Suco Edi.
Die Besiedlung besteht weitgehend aus einzeln stehenden Gebäuden. Im Süden der Aldeia befindet sich eine Kirche am Ortsrand des benachbarten Lebo-Luli.